# Hydaticus madagascariensis
Hydaticus madagascariensis är en skalbaggsart som beskrevs av Aubé 1838. Hydaticus madagascariensis ingår i släktet Hydaticus och familjen dykare. Inga underarter finns listade i Catalogue of Life.